# SHIFT ワード
SHIFT_ワード（シフト_ワード）とは、かつて使用されていた日産自動車の広告展開のことである。
全世界で日産自動車の広告活動を担当しているアメリカの広告代理店、TBWAによって開発された。

## 概要
2001年にカルロス・ゴーン社長が就任し、ブランドアイデンティティの確立を図るためにCIや企業フォント、車名フォント (NE-01) の一新が行われた。その際に日産自動車のタグラインが「SHIFT_the future」となった。これは日産自身が変わる、という表明であった。
「SHIFT_the future」は当初、日本独自のタグラインであり、海外では各地域で言語や環境が異なるため、SHIFT_以降には地域、車種によってさまざまな言葉が使われていた。
2004年秋に日本国内で、ムラーノ、フーガ、ティーダ、ラティオ、ラフェスタ、ノートの6車種を同時に発表し、その全車種に個別のSHIFT_ワードが制定された。その後、国内の車種についても、順次個別のSHIFT_ワードが設定されたほか、さまざまなバリエーションのSHIFT_ワードが国内で制定された。なお、車種に制定されている個別のSHIFT_ワードはマイナーチェンジやフルモデルチェンジのタイミングで変更されることがあった。
その後、2008年をもってSHIFT_以下に様々な単語を用いることを順次中止し、全世界で「SHIFT_the way you move（クルマの可能性を、未来へ。）」に統一することになり、日本でも2008年11月11日にオンエアが開始されたエルグランドのCM「地上最高の空間（エスプレッソレザー）」篇から使用が開始され、11月19日にキューブがフルモデルチェンジされると同時に日本国内におけるSHIFT_ワードは全て「SHIFT_the way you move」に統一された。また、アメリカでも2009年1月3日の370Zの発売時から「SHIFT_the way you move」に統一した。
また、2011年3月に発生した東北地方太平洋沖地震を受け、当事国においては、2011年5月に放映が開始されてから2ヶ月間の企業CMには、「今こそ、モノづくりの底力を。」というキャッチフレーズに差し替えられた。

## 利用される場所
SHIFT_ワードは多くの場所に用いられ、CMの最後や、新聞広告、折り込みチラシなどの広告展開のほか、各地域の日産のWEBページの左上にも表示されている。また、日産自動車本体だけではなく、日産自動車の各国内販売会社にも、販売店独自の広告やダイレクトメール、WEBページなどに用いられている。なお、かつては販売店として「SHIFT_joy of shopping」というSHIFT_ワードが制定されていた。
ちなみに、国内で「SHIFT_the future」のみが使われていた時期には、CMの最後に表示される「SHIFT_the future」は中央下、CIは中央に配置され、30秒バージョン（一部を除く）では「SHIFT_the future 日産」とナレーションされていた。その後、CIとSHIFT_ワードが左側に配置されるようになり、30秒バージョン（一部を除く）では「○○をシフトする」と日本語のナレーションがされるようになった。SHIFT_ワードの統一後は、「SHIFT_the way you move」の下に「クルマの可能性を、未来へ。」と日本語のコピーが配置されており、30秒バージョン（一部を除く）ではこのコピーがナレーションされた。
なお、2010年11月から放映されている「セレナ 新登場」篇からCMの最後の表示が変更されており、CIが中央に戻され、その下に2行で「SHIFT_the way you move」「クルマの可能性を、未来へ。」が配置され（あわせて、このCMから16:9ワイド画面対応となった）、ナレーションがなくなった。
2012年4月から放映されていた「リーフ the newオーナーズトーク」篇や「セレナ 化石発掘考古学者」篇のCMからオープニングでコーポレートカラーである「赤」が画面全体に一瞬表示されて急速にフェードアウトされたのち、画面右上にコーポレートカラーである「赤」をベースとしたバックにCIと「 SHIFT_」が表示され、そしてエンディングでは画面全体にコーポレートカラーである「赤」をベースとしたバックに「今までなかったワクワクを。」の後にCIと「 SHIFT_」が表示されるようになった。変更当初はWEBページ上で「SHIFT_the way you move」も引き続き採用していたが、その後廃止された。
2013年4月から放映されていた「乗りかえ割」篇のCMから、オープニングでは画面右上に表示されている「赤」をベースとしたバックにはCIのみが表示され、エンディングも「今までなかったワクワクを。」がCIと同時表示となり、CI下の表示が2行で「Innovation that excites」「今までなかったワクワクを。」（2016年11月にマイナーチェンジされた「ノート」から後者の「今までなかったワクワクを。」表示を廃止）に変更され、完全に「 SHIFT_」表記が使われなくなった。新聞広告やWEBページ上でもこれまでの「 SHIFT_」から2行で「Innovation that excites」に置き換わっている。

## 車種に個別に設定されたSHIFT_ワード一覧
以下は全て、日本において過去に使用されたものである。
| SHIFT_ワード              | 日本語                                   | 採用車種                              | 採用期間               |
| ------------------------- | ---------------------------------------- | ------------------------------------- | ---------------------- |
| SHIFT_performance         | 高級車のパフォーマンスをシフトする       | フーガ                                | 2004年10月-2007年12月  |
| SHIFT_luxury              | 高級車をシフトする                       | フーガ                                | 2007年12月-2008年11月  |
| SHIFT_driver's confidence | ドライバーの自信をシフトする             | スカイライン                          | 2005年11月-2007年10月  |
| SHIFT_passion             | ときめきをシフトする                     | スカイライン                          | 2006年11月-2008年11月  |
| SHIFT_interior            | インテリアデザインをシフトする           | ティアナ                              | 2005年1月 - 2008年6月  |
| SHIFT_hospitality         | おもてなしをシフトする                   | ティアナ                              | 2008年6月-2008年11月   |
| SHIFT_elegance            | エレガンスをシフトする                   | ブルーバードシルフィ                  |                        |
| SHIFT_sedan standards     | セダンの基準をシフトする                 | ティーダラティオ                      |                        |
| SHIFT_compact quality     | コンパクトの質をシフトする               | ティーダ                              |                        |
| SHIFT_compact flexibility | コンパクトのフレキシビリティをシフトする | ノート                                | 2005年1月 - 2008年1月  |
| SHIFT_footwork            | コンパクトカーのフットワークをシフトする | ノート                                | 2008年1月-2008年11月   |
| SHIFT_originality         | オリジナリティをシフトする               | キューブ/キューブ3                    |                        |
| SHIFT_fashion             | ファッションをシフトする                 | マーチ                                | 2005年8月-2007年6月    |
| SHIFT_happiness           | しあわせをシフトする                     | マーチ/マイクラC+C                    | 2007年6月-2008年11月   |
| SHIFT_mini style          | 軽のスタイルをシフトする                 | モコ                                  |                        |
| SHIFT_convenience         | 使いやすさをシフトする                   | オッティ                              | 2005年6月-2006年10月   |
| SHIFT_365 days            | 軽で毎日をシフトする                     | オッティ                              | 2006年10月-2008年11月  |
| SHIFT_active              | 行動力をシフトする                       | キックス                              |                        |
| SHIFT_lovely days         | 軽でかわいい毎日をシフトする             | ピノ                                  |                        |
| SHIFT_sports              | スポーツカーをシフトする                 | フェアレディZ                         |                        |
| SHIFT_                    | -                                        | GT-R                                  |                        |
| SHIFT_design              | デザインをシフトする                     | ムラーノ                              | 2004年9月-2008年11月   |
| SHIFT_challenge spirit    | チャレンジ・スピリットをシフトする       | エクストレイル                        |                        |
| SHIFT_mobility            | 機動力をシフトする                       | デュアリス                            |                        |
| SHIFT_brilliance          | ミニバンの輝きをシフトする               | プレサージュ                          |                        |
| SHIFT_capacity            | 1BOXの可能性をシフトする                 | セレナ                                | 2005年5月 - 2007年12月 |
| SHIFT_family ties         | 家族の絆をシフトする                     | セレナ                                | 2007年12月-2008年11月  |
| SHIFT_dynamism            | ダイナミックをシフトする                 | エルグランド                          |                        |
| SHIFT_open feeling        | 開放感をシフトする                       | ラフェスタ                            | 2004年12月-2007年5月   |
| SHIFT_easy driving        | ミニバンの運転のしやすさをシフトする     | ラフェスタ                            | 2007年5月-2008年11月   |
| SHIFT_journey             | 日常の旅をシフトする                     | ステージア                            |                        |
| SHIFT_function            | 機能で遊びをシフトする                   | ウイングロード                        |                        |
| SHIFT_business            | お客様のビジネスをシフトする             | 商用車全般                            |                        |
| SHIFT_business+           | -                                        | クリッパーリオ キャラバンシルクロード |                        |

なお、プレジデントとシーマは個別のSHIFT_ワードは用いなかった。